# クリスタ・マコーリフ
シャロン・クリスタ・コリガン・マコーリフ（英語: Sharon Christa Corrigan McAuliffe, 1948年9月2日 - 1986年1月28日）は、ニューハンプシャー州コンコードの教師で、チャレンジャー号爆発事故で死亡した7人の乗組員のうちの1人である。
マサチューセッツ州ボストンで生まれ、1970年にフレーミングハム州立大学で教育学と歴史学の学士号、1978年にボウイ州立大学で修士号を取得した。1982年からニューハンプシャー州のコンラッド高校の社会科の教師となった。1985年、マコーリフは11,000人以上の応募者の中からアメリカ航空宇宙局（NASA）のTeacher in Space Projectの参加者（資格上は「宇宙飛行関係者」の一種）に選ばれ、宇宙を訪れる初めての教師になった。STS-51-Lのミッションの一員として、彼女はスペースシャトルチャレンジャーで様々な実験と2度の宇宙授業を行うことが計画されていた。1986年1月28日、彼女の乗った宇宙船は打上げから73秒後に爆発し、7名の乗組員全員が死亡した。彼女の死後、いくつもの学校や奨学金が彼女の名前にちなんで命名された。そして、2004年に宇宙名誉勲章を受章した。

## 初期の人生
マコーリフは1948年9月2日、マサチューセッツ州ボストンでSharon Christa Corriganという名前で生まれた。会計士のクリストファー・コリガンと臨時教員のグレース・マリーの間の5人の子供の最年長だった。彼女はアイルランド人、レバノン人、ドイツ人、イギリス人、アメリカ先住民の血を引いていた。母方の祖父は、マロン派レバノン人の家系で、アラブの歴史学者フィリップ・ヒッティの甥であった。マコーリフは幼い頃から「クリスタ」という名前で知られ、後になってS. Christa Corrigan、最終的にはS. Christa McAuliffeとサインするようになった。
彼女が生まれた年に、彼女の父はボストンカレッジの2年生だった。まもなく彼はボストンのデパートの会計監査役の補助の仕事を得た。一家はマサチューセッツ州フレーミングハムに引っ越し、ここで彼女は1966年にマリアン高校を卒業した。若い頃に彼女はマーキュリー計画やアポロ計画に感化された。ジョン・ハーシェル・グレンがマーキュリー・アトラス6号で地球の軌道を周回した翌日、彼女は高校の友人に「人類が月に行くことが実感できる？たぶんバスに乗るのね。私はそうしたい！」と語った。彼女は後にNASAへの応募書に、「私は宇宙時代が生まれるさまを、つぶさに目撃してきました。こんどは私自身がそれに参加したいのです」と書いている。

## 教育者としてのキャリア
マコーリフは実家近くのフレーミングハム州立大学に通い、1970年に教育学と歴史学の学士号を取って卒業した。数週間後、彼女はマリアン高校在学中から長い間付き合っていたスティーブン・マコーリフと結婚し、スティーブンがジョージタウン大学ローセンターに通うため、ワシントンD.C.に転居した。彼女らは、スコットとキャロラインという2人の子供に恵まれた。彼女が死んだ時、それぞれ9歳と6歳だった。

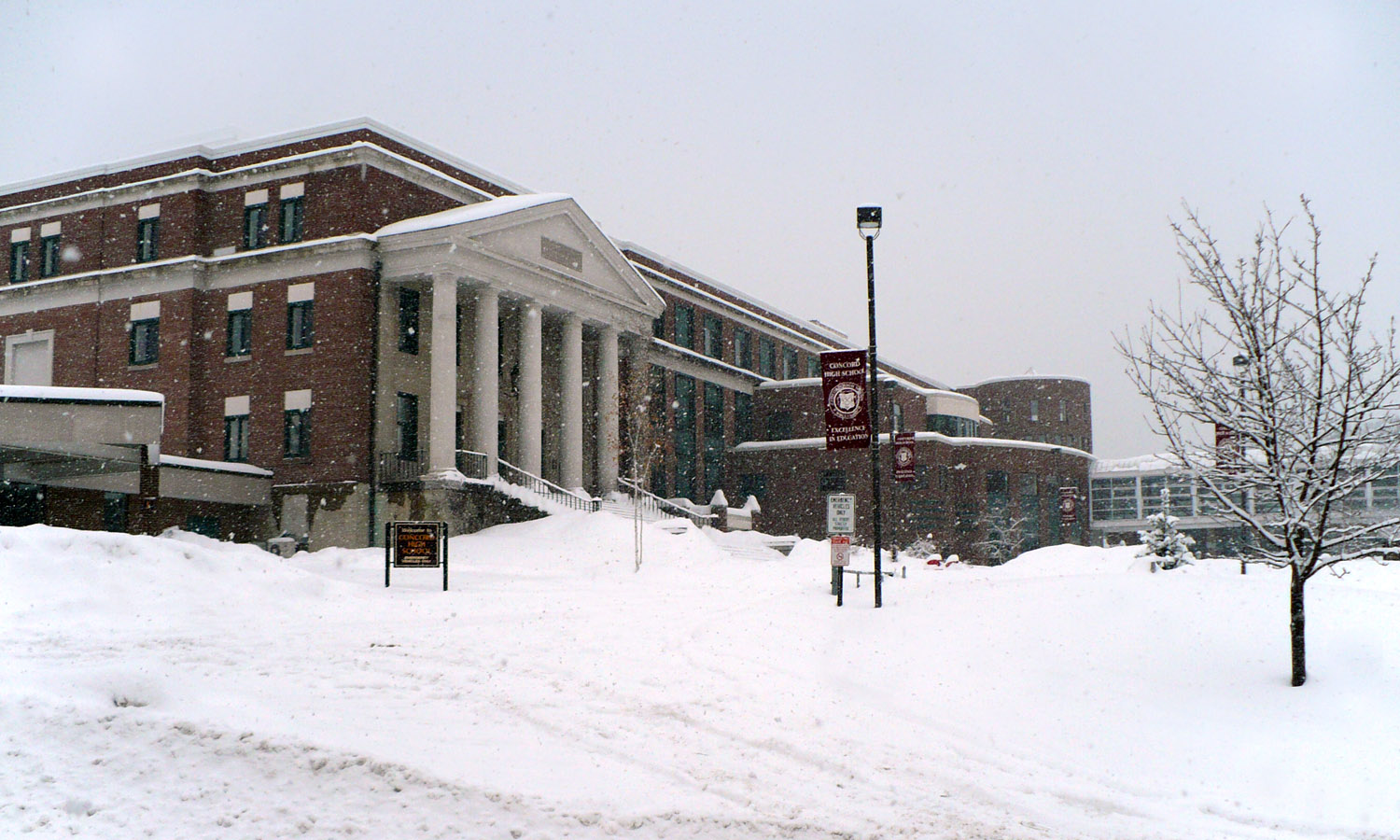
マコーリフは、ニューハンプシャー州のコンコード高校で教師をした。

マコーリフは1970年にメリーランド州モーニングサイドのベンジャーミン・フォーロイス中学校でアメリカ史の教師となった。1971年から1978年までは、メリーランド州ランハムのトーマス・ジョンソン中学校で歴史と公民を教えた。授業を行いながら、彼女はメリーランド州のボウイ州立大学に通い、教育管理学の修士号を取得した。1978年、彼女らはニューハンプシャー州コンコードに転居し、そこでスティーブンはニューハンプシャー州司法長官の補助の仕事を得た。マコーリフは1982年からコンコード高校で教え始めた。彼女は社会科の教師で、アメリカ史、法律、経済学、自主学習コースの"The American Woman."等を担当した。彼女の教授法の重要な部分は、フィールド旅行やスピーカーによる講演だった。ニューヨーク・タイムズによると、彼女は歴史における普通の人々の影響を強調し、彼らは歴史の記録において国王や歴史学者、将軍と同じくらい重要だと述べたという。
1984年、ロナルド・レーガン大統領はTeacher in Space Projectの実施を発表し、彼女はNASAが宇宙を最初に訪れる教員を探す努力していることを知った。NASAは軌道上から生徒達とコミュニケーションの取れる「普通の先生」を探していたマコーリフは1,1000人以上の応募者の中から、次のように書いて選ばれた。

## Teacher in Space Project

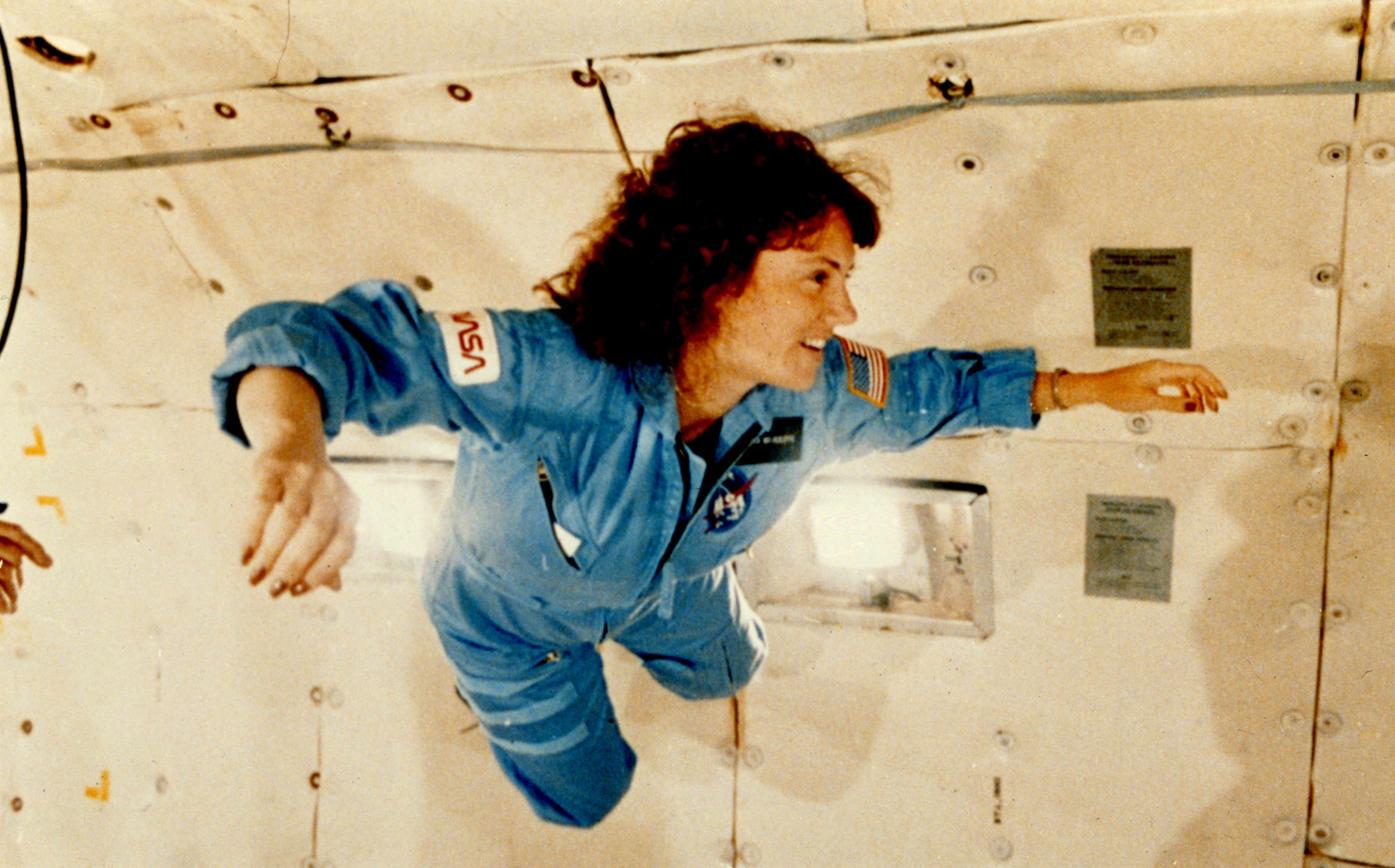
飛行前にKC-135で無重力の訓練を行うマコーリフ

NASAは、教師を宇宙に送ることにより、スペースシャトル計画に対する公衆の関心が高まることを期待していた。また、NASAが予算削減の圧力を受けているのに対して、宇宙飛行の信頼性を示そうとした。レーガン大統領は、この事業はアメリカ人に国における教師や教育者の重要な役割を再認識させるものだとも述べている。
教育関係者の非営利組織である全米州教育長協議会は、NASAから選定プロセスの調整を委任された。応募者の中からまず114人が候補として選ばれた。マコーリフは、ニューハンプシャー州から選ばれた2人のうちの1人だった。候補者は1985年6月22日から27日にかけてワシントンD.C.に集められ、宇宙教育に関する会議を行った。また選考委員と面会し、10人の最終候補者が選ばれた。
1985年7月1日、マコーリフが10人の最終候補者に選ばれたことが発表され、7月7日には医学検査と宇宙飛行に関する状況説明のため、ジョンソン宇宙センターに1週間滞在した。最終候補者は、NASAの元職員からなる評価委員会の面接を受け、委員会はNASA長官のジェームス・ベグスに対してTeacher in Space Projectの乗組員とバックアップの候補を推薦した。1985年7月19日、副大統領のジョージ・H・W・ブッシュは、マコーリフが乗組員、バーバラ・モーガンがバックアップに選ばれたことを発表した。Concord Monitor紙のマーク・トラビスによると、マコーリフが他の候補者より特に優れていたのはマナーだったという。NASAの職員アラン・ラドウィグは、「彼女は他の人に伝染するような熱意を持っていた」と語っている。またNASAの精神科医テレンス・マクガイヤーは、New Woman誌に対して、「10人の中で彼女は最も幅広い支持を集め、最もバランスの取れた人物だった」と語っている。
この年の秋、マコーリフとモーガンは1986年初めからミッションの訓練を始めるために1年間の休暇を取った。マコーリフはSTS-51-Lの乗組員となり、科学実験や宇宙授業を実施することになった。計画されていた彼女の任務には、クロマトグラフィー、水耕栽培、磁性、ニュートン力学の実験等があった。また、"The Ultimate Field Trip"と呼ばれた宇宙船内の案内や、"Where We've Been, Where We're Going, Why."と呼ばれた宇宙旅行の利点の授業を含めた2度の15分間の宇宙授業も計画されていた。この授業は有線テレビによって中継され、数百万人の子供達が視聴することになっていた。
教師として初めて宇宙飛行することが決まってから、マコーリフはグッド・モーニング・アメリカ、CBSモーニングニュース、トゥデイ、トゥナイト・ショー・スターリング・ジョニー・カーソン等の様々なテレビ番組に出演した。彼女はメディアにすぐに馴染み、結果としてTeacher in Space Projectは広い関心を集めることになった。

## 悲劇とその後

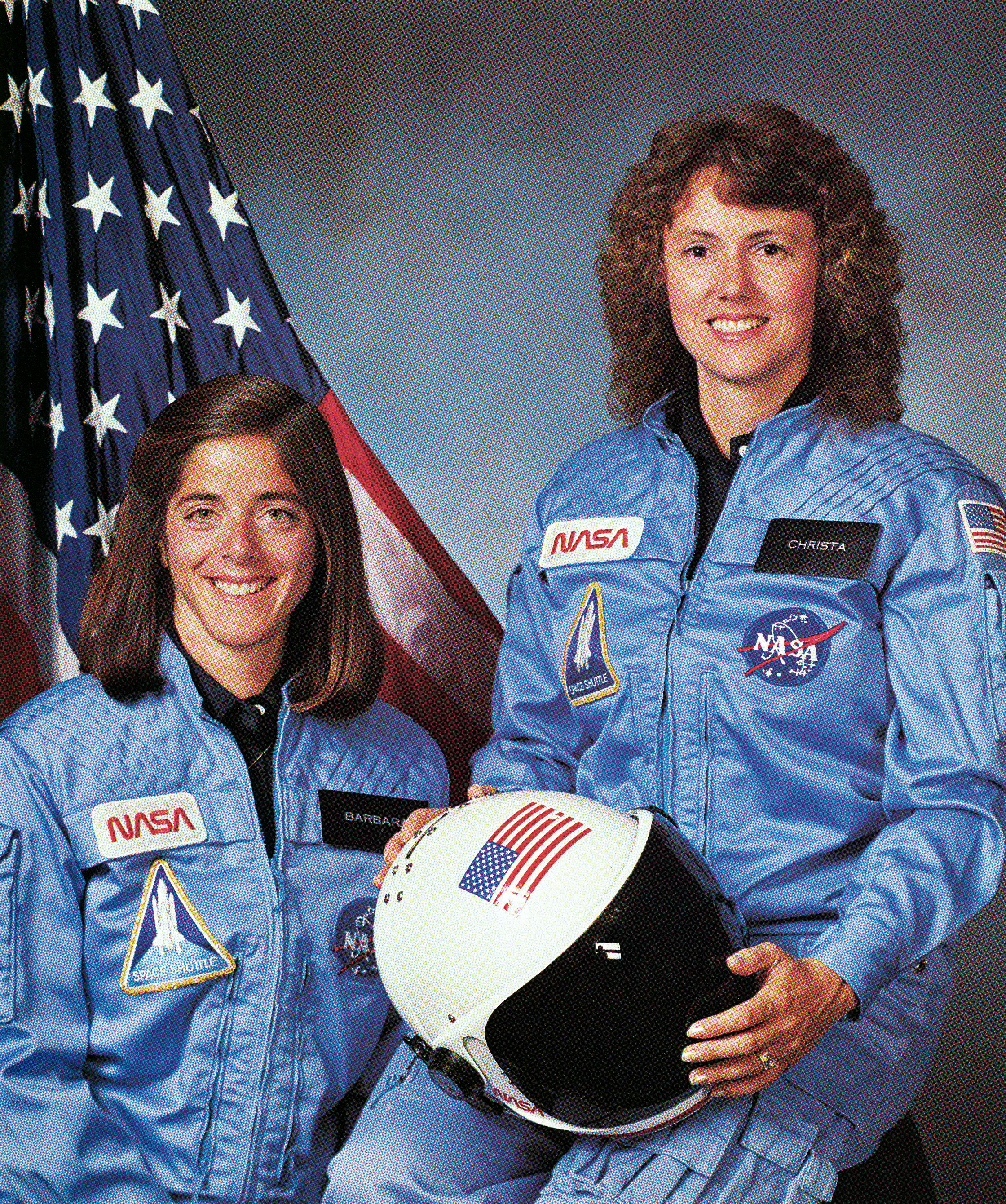
クリスタ・マコーリフとバーバラ・モーガン

1986年1月28日、マコーリフは他の6名の乗組員とともにスペースシャトルチャレンジャーに搭乗した。チャレンジャーは打上げ73秒後に爆発し、7名の乗組員全員が死亡した。多くの子供達が打上げの中継を見ていた。NASAによれば、この事故が国民に対しこれほどまでに深刻な影響を及ぼした原因の一つには、マコーリフの存在があった。多くの児童が打ち上げの生中継を見守っており、メディアによる事故の報道も大々的だった。
事故原因を調査するため、ロジャース委員会と呼ばれる大統領直属の委員会が組織され、スペースシャトルの右側の固体ロケットブースターを気密するATKランチ・システムズ・グループ製のOリングが事故の原因だと断定された。Oリングの不具合は設計上の欠陥によるもので、打上げ時の低温等の要因によって容易に機能が損なわれるものであった。委員会はOリングの弾力性が気温と直接相関し、打上げ当日の気温が以前の最低温時よりもさらに15℃も低かったため、気密がうまく行かなかったと結論づけた。
マコーリフのバックアップを務めたバーバラ・モーガンは、1998年1月に正式に宇宙飛行士になった。モーガンは2007年8月8日にチャレンジャーの後任のオービタであるエンデバーを使ったSTS-118のミッションで国際宇宙ステーションを訪れた。彼女は、チャレンジャー号爆発事故後21年経って、宇宙に無事到達した初めての教師になった。

## 遺産

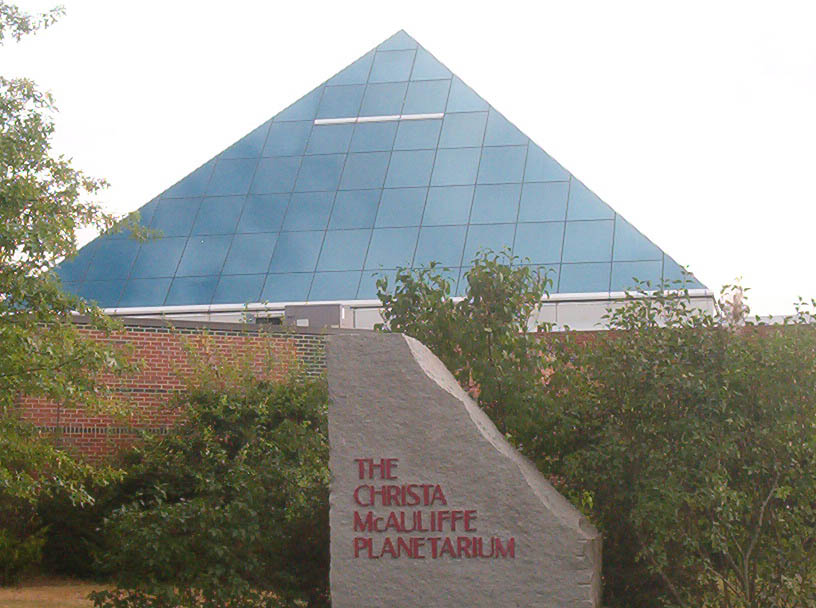
コンコードのクリスタ・マコーリフ・プラネタリウム

マコーリフの遺体は、コンコードのブロッサム・ヒル墓地に葬られた。彼女はそれ以来、1986年のデイトナ500のレース等、様々なイベントで追悼された。コンコードにあるマコーリフ-シェパード・ディスカバリー・センターにあるクリスタ・マコーリフ・プラネタリウムやフレーミングハム州立大学のクリスタ・コリガン・マコーリフ教育センターは彼女の名前にちなんで名付けられた。また、小惑星マコーリフや月のクレーターマコーリフにも彼女の名前が付いている。金星のクレーターにもソビエト連邦によって彼女の名前が付けられた。また、ユタ州プレザント・グローブのクリスタ・マコーリフ宇宙教育センター等、世界中の約40の学校が彼女にちなんで命名されている。

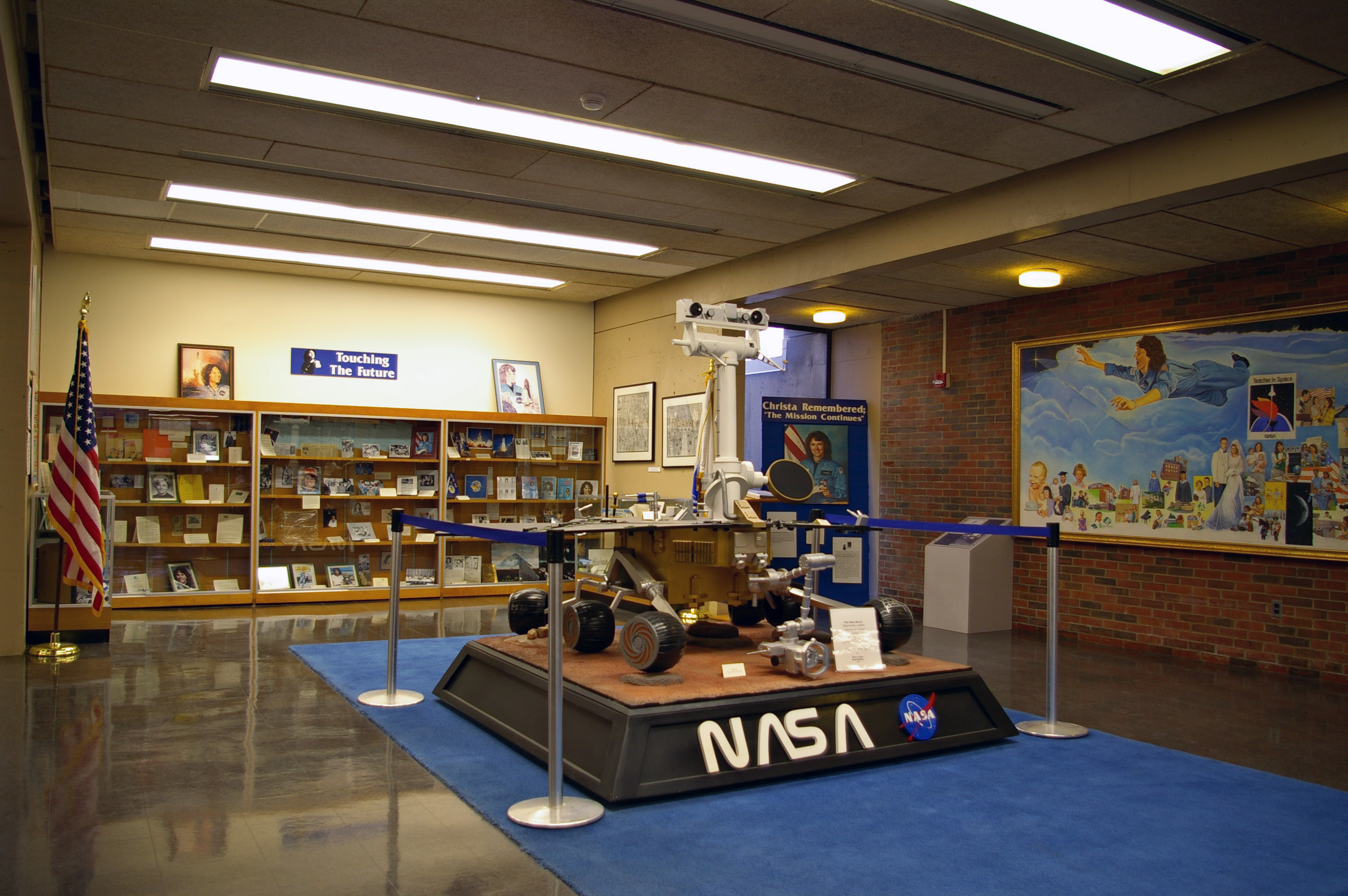
フレーミングハム州立大学の図書館にあるクリスタ・マコーリフの展示スペース

奨学金や他の様々なイベントも彼女を記念して設立された。クリスタ・マコーリフ技術会議も1986年から毎年ニューハンプシャー州ナシュアで毎年開催され、教育の様々な側面での技術の使用を議論している。ネブラスカ・マコーリフ賞は、教育に優れた業績を残したネブラスカ州の教師を表彰している。州立大学協会と全米社会科協議会は、創造性に富む教師に対して、彼女の名前を冠した助成金を提供している。
1990年のテレビ映画『チャレンジャー』では、カレン・アレンが彼女の役を演じた。1996年から1997年に放送された子供向けのSFテレビ番組Space Casesでは、宇宙船の名前が「マコーリフ」だった。2006年、マコーリフとモーガンを扱ったドキュメント映画Christa McAuliffe: Reach for the StarsがCNNで放映された。この映画は75分間の作品で、マコーリフの没後20年を記念してレニー・ソーティールとマリー・ジョー・ゴッジェスが製作した。ナレーターはスーザン・シャランドンで、主題歌はカーリー・サイモンが務めた。

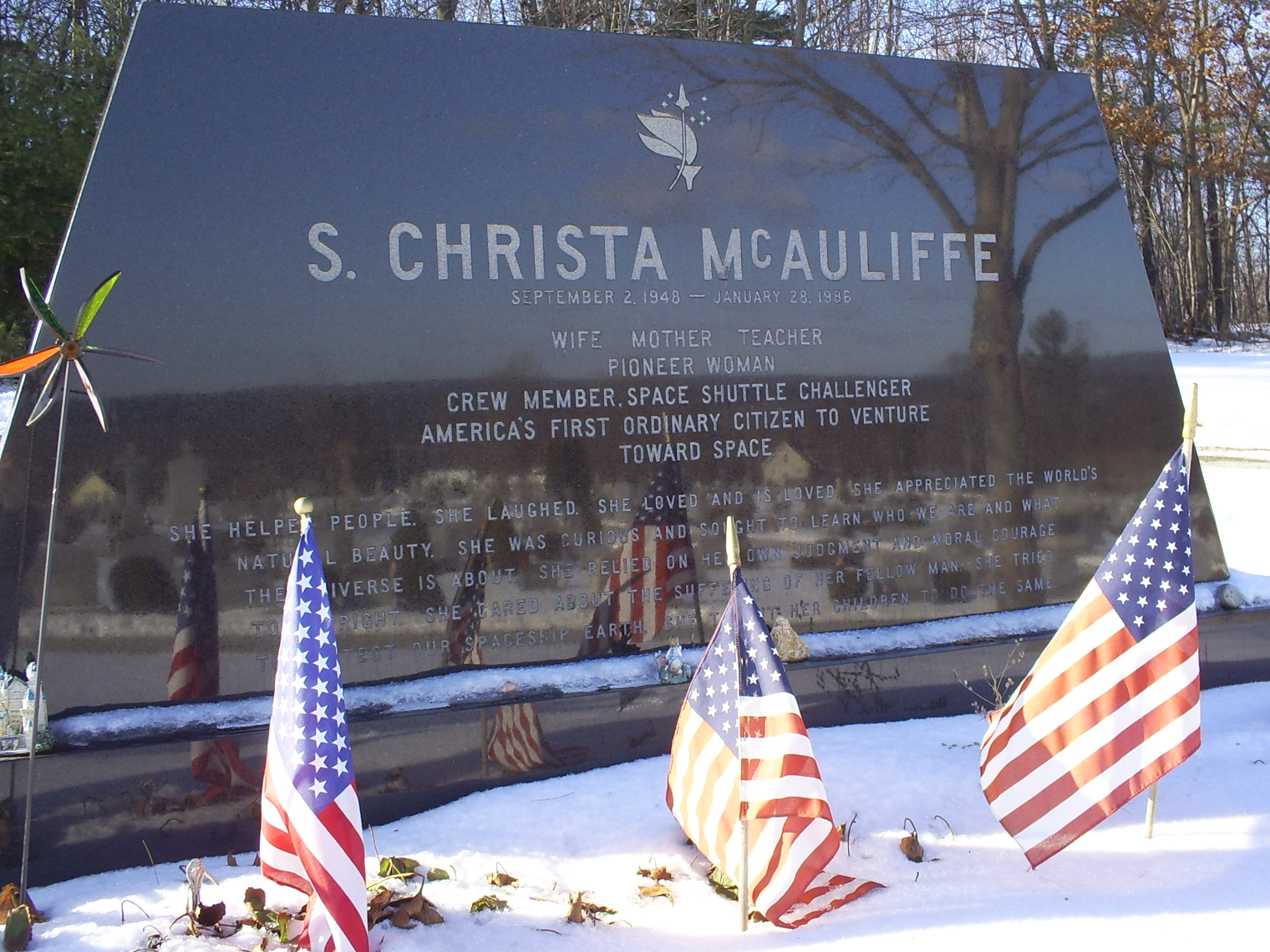
コンコードにあるクリスタ・マコーリフの墓石

マコーリフの両親は、フレーミングハム州立大学にマコーリフ教育センターを設立するのに尽力した。夫のスティーブンは再婚し、1992年に連邦判事となり、コンコードにあるニューハンプシャー地方合衆国地方裁判所に勤めた。息子のスコットは海洋生物学を修め、娘のキャロラインは母親と同じ職業である教師を選んだ。2004年7月23日、マコーリフはジョージ・W・ブッシュ大統領から宇宙名誉勲章を授与された。

## 言葉
- 私は未来に触る。私は教える。[51]
- 1度の授業にこんなに準備をした先生は今までいない。[52]
- 私は、世界を地球規模の村として捉えている。世界に国境はない。歴史を作る歴史の先生を想像してほしい。[10]
- 届きなさい。できる限り自分自身を前に押しなさい。[53]
- 私達はここで何をしているの？私達は星に届こうとしている。[54]
- あなたの夢以外によって、あなたの未来を制限してはいけません。[55]